# Janine Völker
Janine Völker (* 19. September 1991 in Crivitz) ist eine deutsche Volleyballspielerin.

## Karriere
Janine Völker spielte bis 2012 beim 1. VC Parchim, der eng mit dem Bundesligisten Schweriner SC kooperierte. Sie gewann die Nachwuchs-Meisterschaft und erreichte weitere vordere Plätze bei den Junioren. Außerdem wurde sie 2007 mit der Jugend-Nationalmannschaft Europameister und 2009 mit der Juniorinnen-Nationalmannschaft Weltmeister. Im Sommer 2010 verpflichtete der Schweriner SC die Libera und Außenangreiferin für die erste Mannschaft, mit der sie 2011 Deutscher Meister wurde. Nach einer erneuten Saison in der Zweiten Bundesliga beim 1. VC Parchim kehrte Völker 2012 zurück zum Schweriner SC in die Bundesliga. Hier gewann sie 2013 erneut die Deutsche Meisterschaft. Nach der Saison 2015/16 entschied sie sich ihre professionelle Volleyball-Laufbahn zugunsten ihres beruflichen Werdegangs zu beenden. Ihre Nachfolgerin wurde Lenka Dürr. Zur Spielzeit 2016/17 wechselte Völker in die Regionalliga Nord zu ihrem Heimatverein 1. VC Parchim zurück.